# Otto Mettal
Otto Mettal z Friwaldu (30. ledna 1848 Humpolec – 2. dubna 1921 Praha) byl český šlechtic a politik, za Rakouska-Uherska na přelomu 19. a 20. století poslanec Říšské rady.

## Biografie
Profesí byl velkostatkářem a politikem. Profiloval se jako národohospodář, vydával publikace z oboru. Roku 1866 dostudoval gymnázium, v roce 1870 absolvoval práva na vysoké škole. Roku 1872 získal titul doktora práv. Nastoupil na praxi k zemskému soudu v Praze a ke krajskému soudu v Liberci. Dále studoval národohospodářství a podnikl studijní cesty po Německu, Francii a Anglii. Od roku 1875 byl profesorem národohospodářství, hospodářské zákonovědy, statistiky a dějepisu hospodářství na zemském hospodářském ústavu v Libverdě. Vydal německy Encyklopedii hospodářství. Roku 1892 se profesury vzdal a nastoupil politickou dráhu.
Od doplňovacích voleb v březnu 1892 zasedal na Českém zemském sněmu, kam byl zvolen za kurii velkostatkářskou (nesvěřenecké velkostatky). Zvolen byl i v řádných zemských volbách v roce 1895. Byl členem Strany konzervativního velkostatku. Mandát obhájil v zemských volbách v roce 1901 a zemských volbách v roce 1908.
V 90. letech 19. století se zapojil i do celostátní politiky. Ve volbách do Říšské rady roku 1897 získal mandát za velkostatkářskou kurii v Čechách. Mandát obhájil i ve volbách do Říšské rady roku 1901.
Byl velkostatkářem v Zdechovicích. Patřily mu též statky v Rozsochatci, Horní Krupé, Dolní Krupé a Olešné. Zasedal v ředitelství Ústřední hospodářské společnosti pro království České a Českého muzea. Získal titul komerčního rady.